# Egy őszhajú asszony
Az Egy ősz hajú asszony (My Yiddishe Momme) az 1920-as években világszerte ismertté vált, askenázi népzenei ihletésű dal. Szerzőként az eredeti kottán Jack Yellen és Lew Pollack neve áll.

## Eredeti cím
Az "anya" szó különféle átírási verziókban jelenik meg: Mama, Momme, Mamme.
Bejegyezve az ISWC nyilvánartásába  T-070.111.500-5 azonosítóval; 

## Alkotók
- zene: Lew Pollack 1895-1946 (másik közismert szerzeményét a magyar Rapée Ernővel írta: a Charmaine-t)
- angol és jiddis szöveg: Jack Yellen (Jacek Jeleń, 1892-1991)
- magyar szöveg: G. Dénes György (Guttmann Dénes, 1915-1991)

## Története
Népzenei ihletésű. Jack Yellen 1922-ben írta jiddis és angol nyelven. A források szerint Sophie Tucker 1925-ben az édesanyja halála után, az ő emlékére énekelte el. 1928-ban kiadott lemezének egyik oldalán jiddis, a másik oldalán angol nyelven adja elő. Párizsi előadása 1931-ben antiszemita botrányba torkollott, Bécsben viszont sikere volt. Hitler hatalomra jutása után betiltották, a lemezeit bezúzták. A háború után Londonban egy német színésznő  (Elizabeth Bergner) azt mondta neki: a dalt Németországban mindenki ismeri.

## Előadók
- Willie Howard (Wilhelm Levkowitz, 1886-1949)
- Belle Baker (Bella Becker, 1896-1957)
- Sophie Tucker (Sonya Kalish, Соня Калиш, 1884-1966) With Ted Saphiro and His Orchestra; 1928 Columbia Records 4962

Ebben az időpontban Sophie már elvált a férjétől, de változatlanul a Tucker nevet viselte.
- Barry Sisters (Bagelman Sisters, Minnie és Clara)
- Leo Fuld (Lazarus Fuld, 1912-1997)
- Itzhak Perlman, hegedű (1945- )
- Connie Francis (Concetta Rosa Maria Franconero, 1938- )
- Jan Peerce (1904-1984)
- Neil Sedaka (1939- )
- Fényes Kató (1921-)[2] nemcsak a refrént, hanem a verset is előadta
- Vámosi János (1925-1997)
- Déki Lakatos Sándor (1945- )
- Járóka Sándor (1954-2007)
- Törőcsik Mari (1935-2021)
- Koós János (1937-2019)
- Szentendrei Klári
- Faragó 'Judy' István (1986)  Ezüst gitár c. lemezén jelent meg.

## Dalszöveg
A zene hangneme g-moll, ütemjelzése 4/4, tempójelzése andante with feeling. A szöveg bevezetőjét nem fordították le magyarra, csak a refrénjét. Vázlatos fordításban a bevezető:

Van egy jó kérdésem, válaszolj rá, ha tudsz
Mi a legnagyobb ajándék, amivel Isten megáldott?
Ami nem vehető meg pénzen, amit ingyen kapsz?
Amit, ha elveszítesz, millió könnyet ejtesz.
Nincs másik. Nem cserélheted el.
Csak, ha elveszíted, érted meg, amire gondolok:
| Jiddis nyelvű szöveg (forrás) Ich vill bay aych a kashe freygen, Zugt mir ver es ken, Mit vifl tayere farmaygns, Bensht Gott allamen? Men kriegt dus nisht far kayne gelt, Dus krigt men nur im zist, Und doch, az men farleert dus, Vie fiel treren men fargist! A tzvaite gibt men keinem nit, Es helft nisht kain gevain, Und der vus hot verloren, Der vays shoyn vus ich mayn. A yiddishe momme, Misht du kein besser in der velt. A yiddishe momme Oy vey tzis bisser ven zie fehlt, Vie shayn und lichtig tzis in hois, Ven die mama's du, Vie traurig finster tzvert, Ven Gott nehmt ihr oyf Oylam habo. In vasser und fayer, Vollt sie geloffn fahr ihr kind, Nisht halt'n ihr tayer. Dos iz geviss der greste Zind. Oy vie gliklich und raych Is der Mensch vus hut, Az a tayere matune geschenkt fun Gott, Wie an altechke Yiddishe Momme, oy momme mein. | Angol fordítás I want to ask you a heartfelt question Answer me if you know What is the most precious gift with which God has blessed all of us? You cannot buy it with money You can only get it for free And when you lose it How many tears you shed. Another one you never get Nothing can change this And only whoever has lost it Understands what I mean A Jewish mother There is nothing better in the world A Jewish mother Oh how bitter when she is absent how beautiful and light it is in the house when the mother is there how truly dark it is When God takes her to Heaven Into water and fire She would have leapt for her children Not loving her dearly This is the greatest sin Oh how happy and rich has the person who has this greatest gift given by God just an old Jewish momme oh my momme | Az általánosan ismert angol szöveg: Of things I should be thankful for I've had a goodly share And as I sit here in the comfort of my cosy chair My fancy takes me to a humble eastside tenement three flights up in the rear to where my childhood days were spent It wasn't much like Paradise but 'mid the dirt and all There sat the sweetest angel, one that I fondly call My yiddishe momme I need her more then ever now My yiddishe momme I'd like to kiss that wrinkled brow I long to hold her hands once more as in days gone by and ask her to forgive me for things I did that made her cry How few were her pleasures, she never cared for fashion's styles Her jewels and treasures she found them in her baby's smiles oh I know that I owe what I am today to that dear little lady so old and gray to that wonderful yiddishe momme of mine |